# Akiyoshi Yoshida
Akiyoshi Yoshida (Nagasaki, 8 september 1966) is een voormalig Japans voetballer.

## Carrière
Akiyoshi Yoshida speelde tussen 1985 en 1994 voor Nagoya Grampus Eight.